# Wes Montgomery
John Leslie Montgomery, detto Wes (Indianapolis, 6 marzo 1923 – Indianapolis, 15 giugno 1968), è stato un chitarrista e compositore statunitense di musica jazz.
È riconosciuto universalmente come uno dei maggiori chitarristi nella storia del jazz, capace di seguire ed evolvere la traccia lasciata dai grandi pionieri dello strumento, come Django Reinhardt e Charlie Christian.

## Biografia

### Gli Inizi
Cresciuto con i due fratelli Buddy e Monk che inizieranno presto a suonare uno il piano e l'altro il contrabbasso, all'età di 19 anni ha la "folgorazione" ascoltando un brano del chitarrista Charlie Christian. Da quel momento la chitarra diventa la sua ossessione: compra un amplificatore e una chitarra e inizia a studiare da solo quelle linee melodiche copiate dai dischi di Christian. Nel frattempo si sposa, ha dei figli, lavora come saldatore in una piccola officina di Indianapolis, ma tornato a casa dal lavoro passa intere notti con la chitarra in mano.
A quanto si dice, per creare meno fastidio ai vicini, Wes decide di abbandonare il plettro e di suonare con il pollice, ottenendo così un suono più morbido e ovattato, che in seguito intere generazioni di chitarristi cercheranno di imitare.

### Carriera

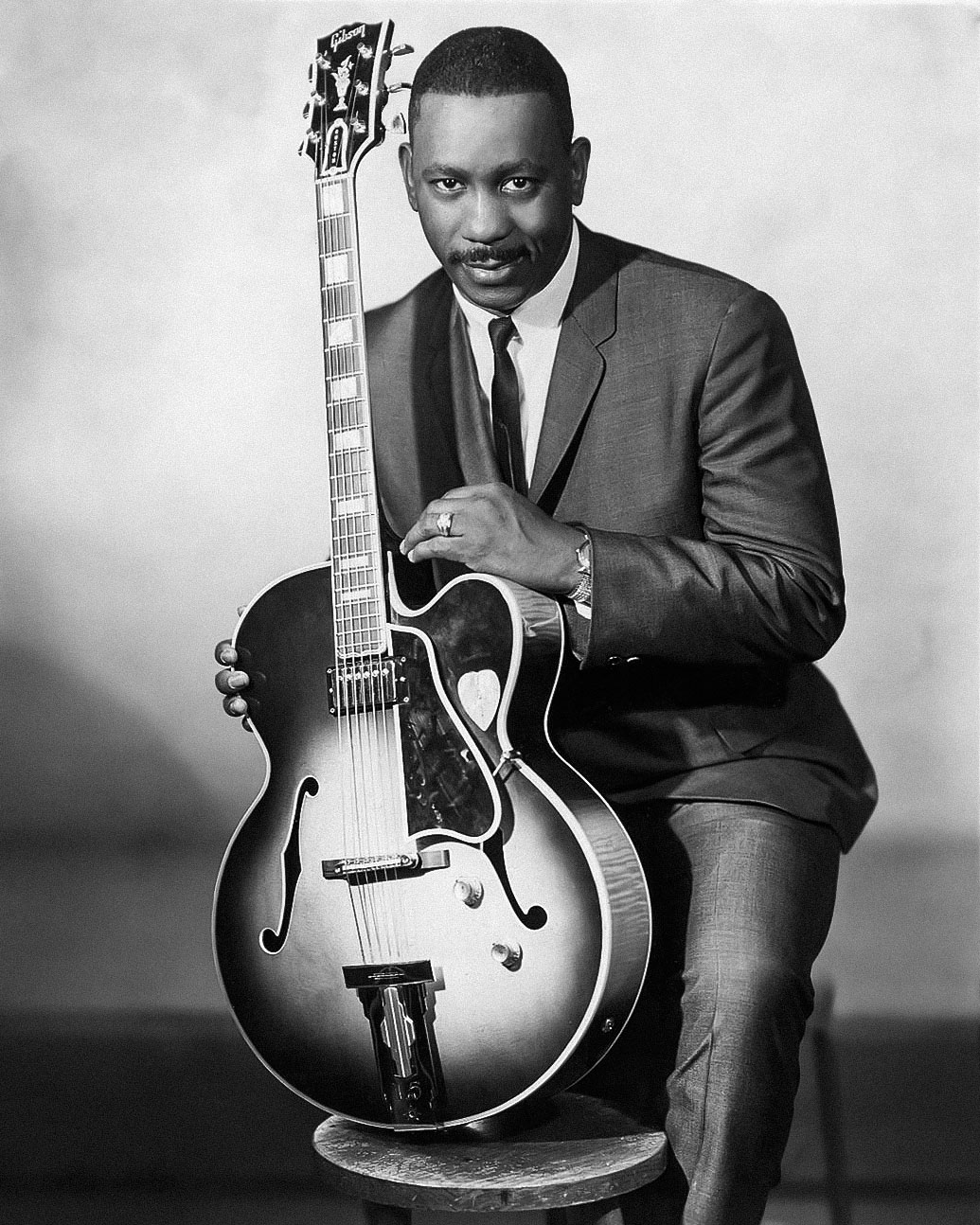
Wes Montgomery a metà degli anni '60 in una foto pubblicitaria dela Verve con la Gibson L-5

Una sera d'estate, il proprietario di un piccolo bar di Indianapolis passa davanti alla casa di Montgomery e sente la sua chitarra suonare. Wes conosceva ormai a memoria tutti i soli di Christian e viene ingaggiato per fare serate musicali nei week-end. Da lì in poi inizia la carriera musicale di Montgomery che lo porterà in tournée con Lionel Hampton negli anni cinquanta e a incidere il suo primo disco con la Pacific Jazz all'età di 34 anni. Il suono della chitarra di Montgomery arriva alle orecchie di Cannonball Adderley che lo contatta e lo convince ad incidere per l'etichetta Riverside, una delle più prestigiose dell'epoca per la musica jazz.
Nel 1960 viene eletto The Best Jazz Newcomer dalla prestigiosa rivista Down Beat e Billboard (la bibbia musicale di quei tempi) lo nomina The Most Promising Jazz Instrumentalist dell'anno.
Nel 1961, pur continuando a incidere con la propria formazione, è chiamato a far parte del gruppo di John Coltrane, con il quale si esibisce al Monterey Jazz Festival.
Nel 1965 forma un quartetto con Wynton Kelly al piano, incidendo uno storico album dal vivo: Smokin' at the Half-Note.
La sua popolarità dilaga in tutti gli Stati Uniti, le sue interpretazioni di brani come Round Midnight, Fly me to the moon, West Coast Blues diventano ben presto paradigmi musicali e gioielli jazzistici di grande spessore. Il suo modo di suonare a ottave diventa una caratteristica che verrà subito imitata da tutti i chitarristi jazz.
Nell'ultimo periodo la sua produzione si avvicina a un genere più commerciale, spinto probabilmente dalla politica delle case discografiche per cui incide (Verve e A&M). Tra gli altri registra con la Verve alcuni brani con l'organista Jimmy Smith: il disco si chiama "Jimmy and Wes: the dynamic duo" e comprende il blues di Ellington Night Train, insieme anche ad altri brani propri del duo. I jazzofili più intransigenti storcono il naso, ma la sua musica resta di altissimo livello (come nell'album California Dreaming del 1968) e raggiunge un grande numero di ascoltatori (incide anche una versione di Senza fine, brano di Gino Paoli).
Nel 1968, all'età di 45 anni, durante la registrazione del suo 23º album, Wes Montgomery muore per un attacco cardiaco lasciando la moglie e 7 figli. L'attore e cantante Anthony Montgomery è suo nipote. Influenzò molti chitarristi, come George Benson, Larry Carlton, Pat Martino, Giulio Camarca, Eddie Palermo,
Fabio Zeppetella, Claudio Quartarone, Gigi Cifarelli, Lee Ritenour, Pat Metheny, Ronny Jordan, e il suo stile viene tuttora insegnato nelle più importanti scuole di jazz internazionali.

### Stile

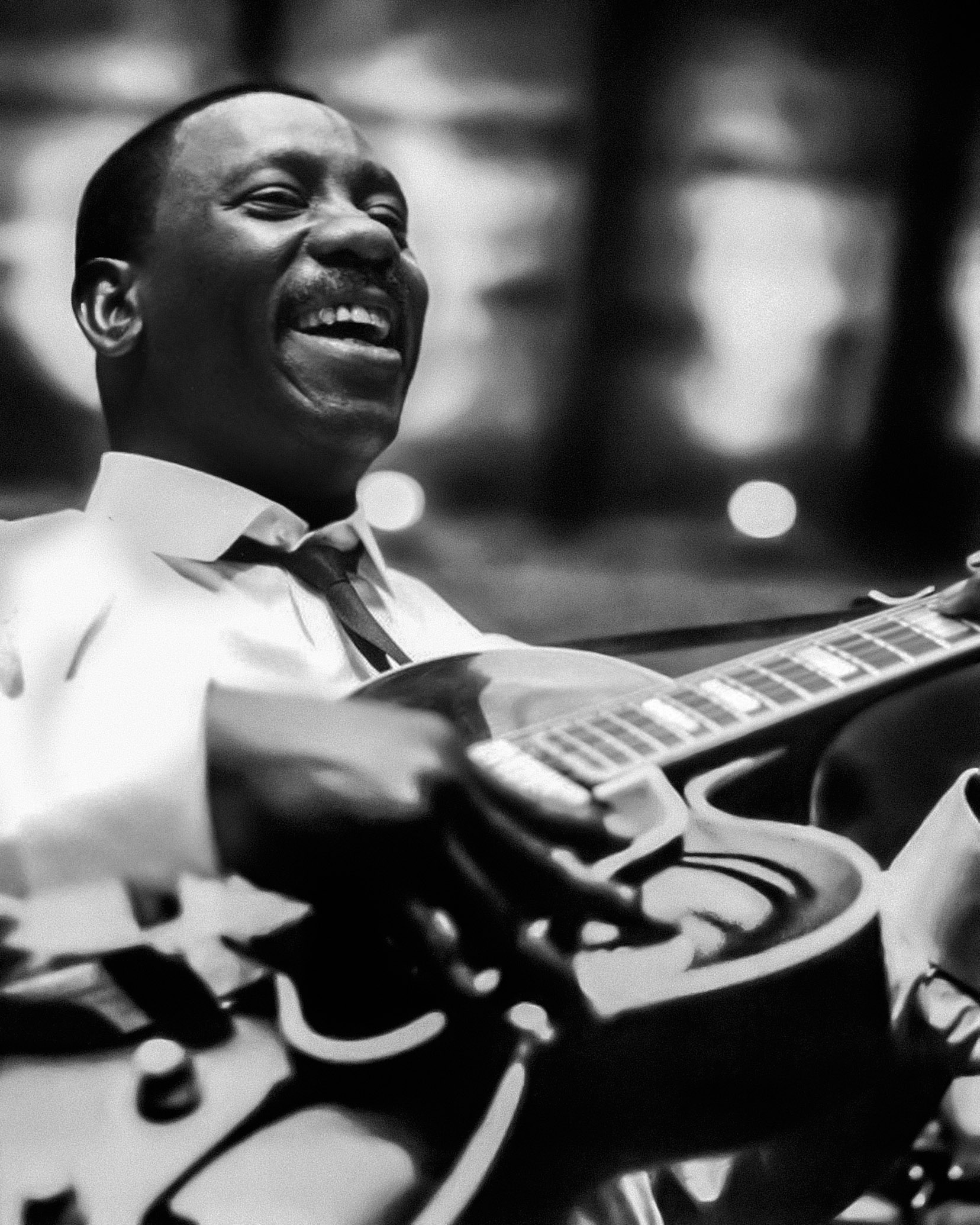
Wes Montgomery, 1967

Lo stile chitarristico di Wes Montgomery ha influenzato la stragrande maggioranza dei chitarristi che dagli anni '60 in poi si sono cimentati nell'improvvisazione jazz. Il suo suono caldo ed ovattato è divenuto un marchio di fabbrica che lo ha contraddistinto da ogni altro chitarrista del '900. I suoi assoli, per quanto si rifacciano a quella tradizione be bop che proprio negli anni dei suoi primi album incalzava in America e nel mondo, conservano una forte dose di originalità ed un alto grado di musicalità, dalle quali traspare una chiara e sempre presente matrice blues. Famoso per la sua particolare tecnica di "pizzicare" le corde con il pollice ottenendo così un suono caldo e particolarmente morbido a cui faceva da contraltare una elevatissima tecnica nell'esecuzione dei soli, spesso eseguiti anche ad una notevole velocità, mantenendo sempre e comunque altissimo il livello espressivo. I suoi soli si mostrano altamente dinamici e precisi nell'esecuzione, e sono spesso alternati a delle altrettanto interessanti parti di accompagnamento. Nota anche la sua tecnica esecutiva a ottave che si traduce nel suonare la nota fondamentale pizzicando simultaneamente l'ottava più alta, utilizzata tanto nei soli che nei temi principali dei pezzi eseguiti. Tale tecnica è stata ripresa e largamente utilizzata da numerosi tra i più grandi maestri del jazz contemporaneo, uno su tutti George Benson.

## Discografia
The Mastersounds (Wes Montgomery, Monk Montgomery, Buddy Montgomery, Richie Crabtree e Benny Barth)
- 1958 – Kismet (World Pacific Records, PJ-1243)

The Montgomery Brothers (Wes Montgomery, Monk Montgomery e Buddy Montgomery)
- 1958 – The Montgomery Brothers and 5 Others (World Pacific Records, PJ-1240) Ripubblicato nel 1997 su CD (a nome Wes Montgomery) con il titolo Fingerpickin'
- 1960 – Montgomeryland (Pacific Jazz, PJ-5/ST-5) Ripubblicato nel 1990 su CD (a nome Wes Montgomery) con il titolo Far Wes
- 1961 – The Montgomery Brothers (Fantasy Records, 3308/8052)
- 1961 – Wes, Buddy and Monk Montgomery (Pacific Jazz Records, PJ 17)
- 1961 – Groove Yard (Riverside Records, RLP-362/RS-9362)
- 1961 – George Shearing and The Montgomery Brothers (Jazzland Records, JLP 955)
- 1962 – The Montgomery Brothers in Canada (Fantasy Records, 3323)

Solista (Wes Montgomery)
- 1960 – The Wes Montgomery Trio (Riverside Records, RLP 12-310/S 1156) a nome The Wes Montgomery Trio
- 1960 – The Incredible Jazz Guitar of Wes Montgomery (Riverside Records, RLP 12-320/S 1169) Ripubblicato nel 1966 con il titolo Vibratin'
- 1961 – Movin' Along (Riverside Records, RLP-342/RS-9342)
- 1961 – SO Much Guitar! (Riverside Records, RLP-382/RS-9382)
- 1962 – Bags Meets Wes! (Riverside Records, RLP 407) a nome Milt Jackson and Wes Montgomery
- 1962 – Full House (Riverside Records, RLP-434/RS-9434) Live
- 1963 – Boss Guitar (Riverside Records, RLP-459/RS-9459) Ripubblicato nel 1968 con il titolo This Is Wes Montgomery
- 1964 – Fusion! Wes Montgomery with Strings (Riverside Records, RLP-472/RS-9472) Ripubblicato nel 1968 con il titolo In the Wee Small Hours
- 1965 – Movin' Wes (Verve Records, V/V6-8610)
- 1965 – Bumpin' (Verve Records, V/V6-8625)
- 1965 – Smokin' at the Half Note (Verve Records, V/V6-8633) Live, a nome Wynton Kelly Trio Wes Montgomery
- 1966 – Goin' Out of My Head (Verve Records, V/V6-8642)
- 1966 – Portrait of Wes (Riverside Records, RLP 492, RLP 9492) a nome Wes Montgomery Trio
- 1966 – Easy Groove (Pacific Jazz Records, PJ-10104/ST-20104)
- 1966 – Tequila (Verve Records, V/V6-8653)
- 1966 – Guitar on the Go (Riverside Records, RM 494/RS 9494) a nome Wes Montgomery Trio
- 1967 – California Dreaming (Verve Records, V/V6-8672)
- 1967 – Jimmy & Wes: The Dynamic Duo (Verve Records, V/V6-8678) a nome Jimmy Smith & Wes Montgomery
- 1967 – A Day in the Life (A&M Records, LP-2001)
- 1967 – Wes' Best (Fantasy Records, 3376/8376) a nome Wes Montgomery & His Brothers
- 1967 – The Best of Wes Montgomery (Verve Records, V/V6-8714)
- 1968 – Down Here on the Ground (A&M Records, SP-3006)
- 1968 – 'Round Midnight (Riverside Records, RS 3014)

Postumi
- 1968 – March 6, 1925-June 15, 1968 (Riverside Records, RS 3036)
- 1968 – The Best of Wes Montgomery, Vol. 2 (Verve Records, V6-8757)
- 1968 – Portrait of Wes Montgomery (Pacific Jazz Records, ST-20137)
- 1968 – Road Song (A&M Records, SP-3012)
- 1968 – Willow Weep for Me (Verve Records, V6-8765)
- 1969 – The Best of Wes Montgomery (Riverside Records, RS 3039)
- 1969 – Further Adventures of Jimmie & Wes (Verve Records, V6-8766)
- 1969 – Panorama (Riverside Records, RS 3046)
- 1970 – Eulogy (Verve Records, V6-8796)
- 1970 – Wes Montgomery (Golden Archive Series) (MGM Records, GAS-120)
- 1970 – Greatest Hits (A&M Records, SP-4247)
- 1971 – Just Walkin' (Verve Records, V6-8804)
- 1973 – The History of Wes Montgomery (Verve Records, V6-8813)
- 1973 – While We're Young (Milestone Records, 47003)
- 1973 – Wes and Friends (Milestone Records, 47013)
- 1974 – Return Engagement (Verve Records, V3HB-8839)
- 1975 – Pretty Blue (Milestone Records, 47030)
- 1976 – Beginnings (Blue Note Records, BN-LA531-H2)
- 1977 – Small Group Recordings (Verve Records, VE-2-2513)
- 1977 – Movin' (Milestone Records, 47040)
- 1979 – Groove Brothers (Milestone Records, 47051)
- 1981 – The Classic Sound of Wes Montgomery (Accord Records, SN-7170)
- 1981 – Jazz Guitar (Piccadilly Records, 3584)
- 1982 – The Alternative Wes Montgomery (Milestone Records, 47065) 2 LP
- 1983 – Encores (Milestone Records, 9110)
- 2016 – Wes Montgomery Featuring The Eddie Higgins Trio - One Night in Indy (Resonance Records - HCD 2018)
- 2015 – Wes Montgomery - In the Beginning (Resonance Records, HCD-2014)
- 2017 – Wynton Kelly Trio, Wes Montgomery - Smokin' In Seattle Live At The Penthouse (Resonance Records - HCD-2029)

### Come sideman
- 1960: Cannonball Adderley and the Poll Winners (leader: Cannonball Adderley)
- 1960: West Coast Blues! (leader: Harold Land)
- 1960: Work Song (leader: Nat Adderley)